# Juan Antonio Albizu
Don Juan Antonio Albizu, baron Purroy, później markiz Villamayor – hiszpański dyplomata. Znawca spraw włoskich. W latach 1698–1703 służył jako hiszpański poseł do Turynu. Funkcję tę sprawował ponownie w latach 1715–1718 po zakończeniu wojny o hiszpańską sukcesję (1702-1714), w której Księstwo Sabaudii-Piemontu poparło wrogów Hiszpanii i jej sojuszniczki Francji.